# Maurice Audin
Maurice Audin   (Béja, 14 de febrer de 1932 - Alger, 21 de juny de 1957) va ser un matemàtic i activista polític anticolonial francès, professor adjunt de matemàtiques a la Universitat d'Alger i militant del Partit Comunista Algerià (PCA), que va morir víctima de tortura comesa per militars francesos durant la batalla d'Alger.
En el centre d'Alger, al costat de la universitat, la intersecció dels carrers que dona nom a molts altres herois de la Revolució algeriana s'anomena «emplaçament Maurice-Audin». També se li ret homenatge amb el Premi Maurice Audin, atorgat biennalment per la Société de Mathématiques Appliquées et Industrielles i la Société Mathématique de France, entre d'altres, a un matemàtic algerià que treballa a Algèria i a un matemàtic francès que treballa a França.

## Família i infantesa
Va ser fill de Louis Audin (1900-1977) i Alphonsine Fort (1902-1989), que es van casar el 1923 a la ciutat algeriana de Koléa; tots dos provenien de famílies modestes, ell d'obrers de Lió i ella des de camperols de la Mitidja. Quan Maurice va néixer, el seu pare era comandant de la brigada de gendarmeria de Béja, en el protectorat francès de Tunísia. Més tard, Louis Audin va ser assignat a la França metropolitana, va aprovar un examen d'oposició i es va convertir en carter a Alger.

## Carrera i estudis
Maurice Audin va esdevenir un enfant de troupe i, el 1942, va entrar al sisè grau de l'escola militar preparatòria de Hammam Righa. Llavors, el 1946, va ser admès a l'Escola d'Autun. El 1948 va deixar la carrera d'oficial i va tornar a l'Escola Gautier d'Alger per a rebre classes de matemàtiques elementals. Més endavant va estudiar matemàtiques a la Universitat d'Alger i s'hi va llicenciar el juny de 1953, tot obtenint un diploma d'educació superior un mes després. El febrer de 1953 va ser contractat com a assistent del professor René de Possel, un càrrec que va mantenir el 1954. També va treballar en una tesi sobre «equacions lineals en un espai vectorial» com a part d'un doctorat estatal de matemàtiques.
El gener de 1953 es va casar amb Josette Audin (1931-2019) i van tenir tres infants: Michèle (1954), Louis (1955-2006) i Pierre (abril 1957).

## Guerra algeriana
Maurice i Josette Audin van ser part de la minoria francesa anticolonialista d'Algèria, el desig del qual va ser la independència d'Algèria. Aquesta postura va ser defensada pel Partit Comunista Algerià, fins que va ser prohibit el 13 de setembre de 1955 i l'organització va passar a la clandestinitat en estret contacte amb el Front Nacional d'Alliberament d'Algèria.
La família Audin va intervenir en algunes operacions il·legals: el setembre de 1956, Maurice juntament amb la seva germana (Charlye, nascuda el 1925) i el seu cunyat (Christian Buono), van organitzar el viatge clandestí a l'exili de Larbi Bouhali, primer secretari del PCA. El gener de 1957, després dels atacs perpetrars pel FLN, es va iniciar la batalla d'Alger, per a la qual la 10a Divisió de Paracaigudistes de l'Exèrcit francès del general Jacques Massu vaa assumir els poders policíacs de l'àrea d'Alger. Aquesta unitat es va veure involucrada en múltiples casos de tortura i execucions sumàries. Paul Teitgen va certificar 3.024 desaparicions en un any a les cinc regions d'Alger. El general Massu també va fer una estimació de les pèrdues a la zona autònoma d'Alger, en nou mesos, de «menys d'un miler d'homes, i molt probablement un número relativament més baix de tres-cents assassinats».

## L'afer Audin

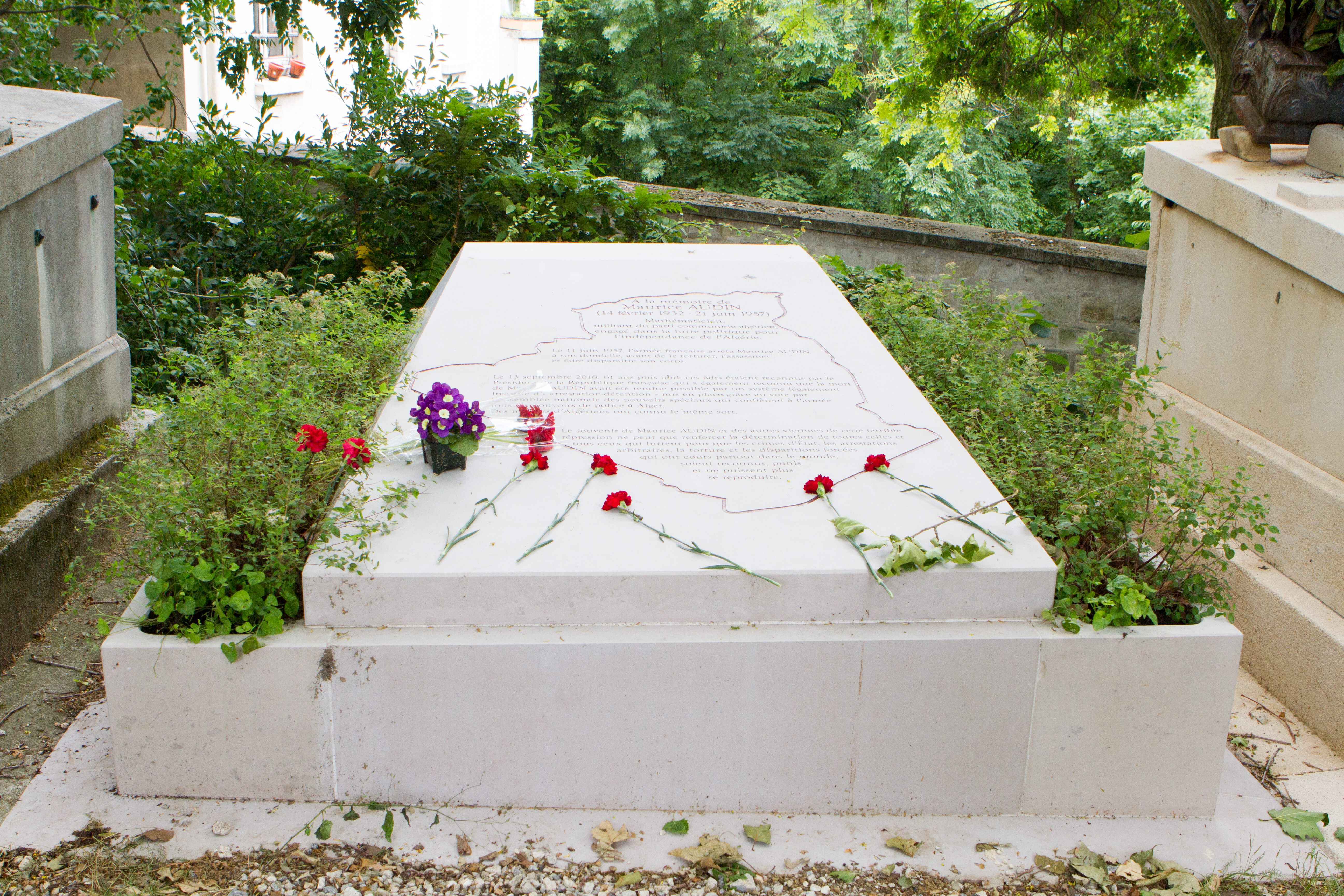
Cenotafi al Cementiri del Père-Lachaise.

L'11 de juny de 1957, durant la Batalla d'Alger, va ser arrestat a casa seva pel capità Devis, el lloctinent Philippe Erulin i diversos soldats del 1r Regiment de Paracaigudes de l'Exèrcit francès i, posteriorment, traslladat a la Vila Susini, situada an el barri de moda de El Biar, per a l'interrogatori. Es va instal·lar una trampa va ser a l'apartament de la família Audin i Henri Alleg, antic editor del periòdic Alger républicain, hi va ser arrestat l'endemà.
Més tard, el doctor Georges Hadjadj va admetre que, sota tortura, Audin va donar els noms dels homes que treballaven per a Paul Aussaresses, després d'amenaces que la seva dona seria violada. Alleg va veure viu a Audin, per última vegada, un dia després del seu arrest. Just va ser arrestat quan els paracaigudistes van intentar intimidar-lo mostrant-li Audin, que havia estat torturat i estava confós. Pressionat a preguntar-li què sentiria amb la tortura, Audin va dir que «és dur, Henri» ("c'est dur, Henri"). Alleg va descriure els successos al llibre La Question; també va esmentar com més tard va sentir com arrossegaven a fora a un presoner i li disparaven trets, que li va suposar entendre que era el procediment sumaríssim contra Audin.
L'esposa d'Audin i els seus tres nens mai van rebre qualsevol informació més enllà sobre el destí del seu marit i pare, respectivament. Segons Pierre Vidal-Naquet, que va escriure el maig de 1958, a la primera edició de L'affaire Audin, que l'evasió era impossible, Maurice Audin va morir sota tortura el 21 de juny de 1957, a les mans del lloctinent André Charbonnier (un graduat de l'Escola Especial Militar de Sant-Cyr, anomenat «el doctor» perquè li va agradar utilitzar un bisturí contra les seves víctimes), sota els ordres del general Jacques Massu. Segons l'Exèrcit francès, Maurice Audin va intentar escapar saltant des d'un jeep durant el trasllat. Tanmateix, el novembre de 1960, Charbonnier va dir a Vidal-Naquet que va estrangular Audin i el va enterrar al Fort l'Empereur del Biar.
El juliol de 1957, alguns diaris van començar per parlar de l'«afer Audin» i, el 2 de desembre de 1957, la defensa in absentia de la seva tesi doctoral, «En equacions lineals en un espai de vectorial», presidit per Laurent Schwartz, va provocar la indignació d'alguns acadèmics contra la situació d'Algèria. Els comitès Audin es van crear per a promoure l'afer i mobilitzar l'opinió pública contra la pràctica de la tortura a Algèria.
Arran de la queixa de la seva esposa es va iniciar una recerca judicial. A petició dels advocats de Josette Audin, el cas es va transferir a Rennes l'abril de 1959; va durar fins a l'abril de 1962 quan va ser tancat per falta de proves evidents. A més, el 22 de març de 1962 una amnistia va ser decretada per a «activitats dins del marc de les operacions per a l'aplicació de llei i l'ordre dirigides contra la insurrecció algeriana». Quan es va tancar el cas, els advocats de la vídua van apel·lar a la Cort Suprema d'Apelació, però aquesta va ser rebutjada el 1966. Tot i que el cos de Maurice Audin no es va arribar a trobar, l'1 de juny de 1963 un tribunal d'Alger va emetre un certificat de defunció, que va ser homologat a França el 27 de maig de 1966.
El 2001, Josette Audin va emetre una nova queixa, plantejant la mort del seu marit com un crim contra la humanitat. El juny de 2007, cinquanta anys després de la desaparició del seu marit, Josette Audin va escriure al president de França recentment escollit, Nicolas Sarkozy, preguntant-li si el misteri de la desaparició del seu marit podria ser aclarit des de dalt i que França assumís la seva responsabilitat en l'afer. El gener de 2009, Michèle Audin, la filla de Maurice Audin, també matemàtica, va declinar públicament acceptar la Legió d'Honor, el qual va ser atorgada per la seva feina. Com a fonament de la negativa va esmentar la manca de resposta del govern francès a la carta de la seva mare.
El setembre de 2018, el president Emmanuel Macron va admetre que Maurice Audin va morir sota tortura durant la governació francesa d'Algèria.